# Navarredonda de Salvatierra
Navarredonda de Salvatierra es una localidad española del municipio de Frades de la Sierra, en la provincia de Salamanca, Castilla y León. Se integra dentro de la comarca de Guijuelo y la subcomarca de Salvatierra. Pertenece al partido judicial de Béjar.

## Historia
La fundación de Navarredonda se remonta a la repoblación efectuada por el rey Alfonso IX de León a principios del siglo XIII, quedando integrado en el Alfoz de Salvatierra, dentro del Reino de León. Con la división territorial de España de 1833 en la que se crean las actuales provincias, queda encuadrado dentro de la Región Leonesa, formada por las provincias de León, Zamora y Salamanca, de carácter meramente clasificatorio, sin operatividad administrativa, que a grandes rasgos vendría a recoger la antigua demarcación del Reino de León (sin Galicia ni Asturias).

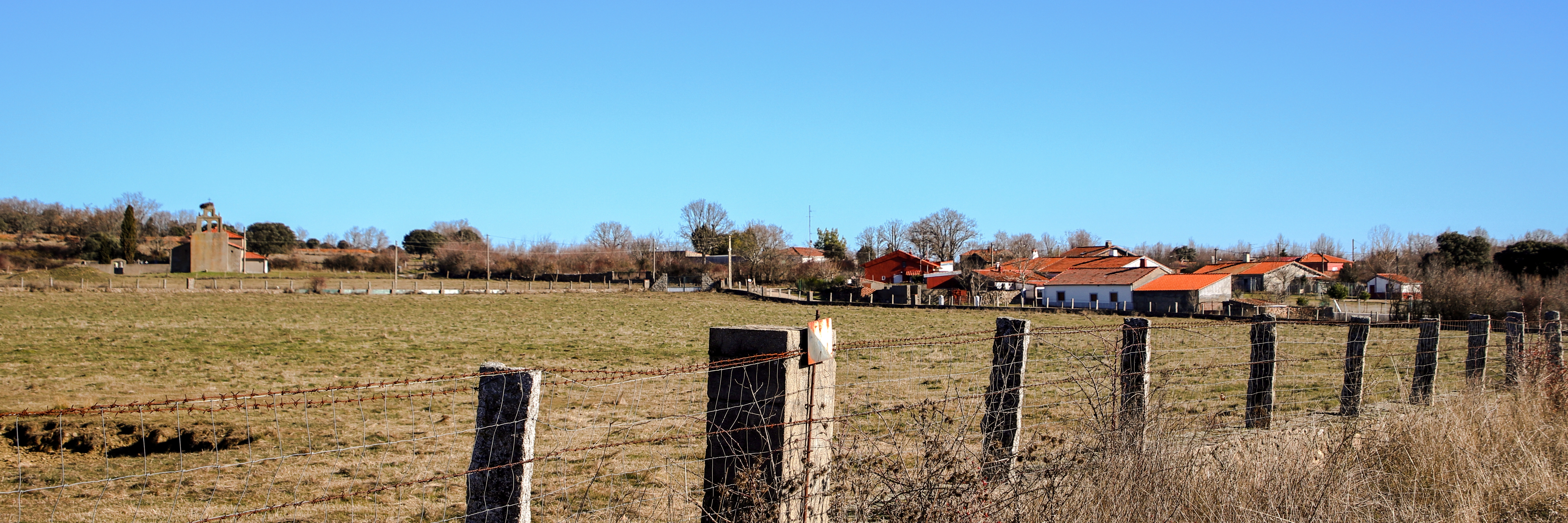
Panorámica

## Geografía humana

### Demografía
| Gráfica de evolución demográfica de Navarredonda de Salvatierra entre 1842 y 1970 |
| |
| Población de derecho según los censos de población del INE Población de hecho según los censos de población del INEEntre el censo de 1981 y el anterior, este municipio desaparece porque se agrupa en el municipio 37131 (Frades de la Sierra) |

En 2017 contaba con una población de 13 habitantes, de los cuales 10 son varones y 3 mujeres (INE 2017).
| Gráfica de evolución demográfica de Navarredonda de Salvatierra entre 2000 y 2017        |
|                                                                                          |
| Fuente: Instituto Nacional de Estadística de España - Elaboración gráfica por Wikipedia. |